# Боаз (Алабама)
Боаз (англ. Boaz) — місто (англ. city) в США, в округах Маршалл і Етова штату Алабама. Населення — 10 107 осіб (2020).

## Історія
Місто Боаз, засноване в 1897 році, було назване на честь Боаза — чоловіка Рут, біблійного персонажу в Старому Завіті.
Місто, розташоване на вершині плато гори піску. Його економічне зростання відбулося, перш за все, тому що тут були ідеальні сільськогосподарські землі з м'яким кліматом. Боаз був найближчим торговим центром для багатьох громад на вершині гори. Місто приваблювало, фермерів, які шукали тут матеріали та інші життєві потреби, які не виробляються на фермі. Фермери також приходили в Боаз реалізовувати плоди своєї праці.

## Економіка
Незважаючи на те, що Боаз, в основному, місто, побудоване на сільському господарстві, у даний час розвиває й інші галузі промисловості: виробництво автомобільних запчастин, переробку птиці, фітинги, килимові нитки, і деталі для авіаційної промисловості.

## Географія
Боаз розташований за координатами 34°11′56″ пн. ш. 86°9′19″ зх. д. / 34.19889° пн. ш. 86.15528° зх. д. (34.199020, -86.155151). За даними Бюро перепису населення США в 2010 році місто мало площу 37,85 км², з яких 37,68 км² — суходіл та 0,16 км² — водойми.

## Демографія
Згідно з переписом 2010 року, у місті мешкала 9551 особа в 3712 домогосподарствах у складі 2479 родин. Густота населення становила 252 особи/км². Було 4036 помешкань (107/км²).
Расовий склад населення:
| - 87,3 % — білих - 1,8 % — чорних або афроамериканців - 0,7 % — азіатів - 0,4 % — корінних американців - 0,3 % — вихідців з тихоокеанських островів - 7,9 % — осіб інших рас |

До двох чи більше рас належало 1,6 %. Частка іспаномовних становила 14,2 % від усіх жителів.
За віковим діапазоном населення розподілялося таким чином: 25,9 % — особи молодші 18 років, 57,7 % — особи у віці 18—64 років, 16,4 % — особи у віці 65 років та старші. Медіана віку мешканця становила 36,0 року. На 100 осіб жіночої статі у місті припадало 90,0 чоловіків; на 100 жінок у віці від 18 років та старших — 86,3 чоловіків також старших 18 років.
Середній дохід на одне домашнє господарство становив 54 527 доларів США (медіана — 35 974), а середній дохід на одну сім'ю — 64 381 долар (медіана — 46 629). Медіана доходів становила 36 784 долари для чоловіків та 35 110 доларів для жінок. За межею бідності перебувало 19,4 % осіб, у тому числі 23,6 % дітей у віці до 18 років та 16,4 % осіб у віці 65 років та старших.
Цивільне працевлаштоване населення становило 3781 осіб. Основні галузі зайнятості: освіта, охорона здоров'я та соціальна допомога — 24,4 %, виробництво — 16,8 %, роздрібна торгівля — 14,9 %.

## Відомі люди
- Роуз Меддокс (1925—1998) — американська кантрі- і рокабіллі-співачка та скрипалька.